# Neotheronia chiriquensis
Neotheronia chiriquensis là một loài tò vò trong họ Ichneumonidae.